# نشوا (مینه‌سوتا)
نشوا، مینه‌سوتا (به انگلیسی: Nashua, Minnesota) یک شهر در ایالات متحده آمریکا است که در شهرستان ویلکین، مینه‌سوتا واقع شده‌است.

## خصوصیات
نشوا ۹٫۰۶ کیلومترمربع مساحت و ۶۸ نفر جمعیت دارد و ۳۰۶ متر بالاتر از سطح دریا واقع شده‌است.